# Colepiocephale lambei
Colepiocephale lambei (Sternberg, 1945) è un dinosauro ornitisco appartenente alla famiglia Pachycephalosauridae, vissuto durante il Tardo Cretaceo in Canada.